# 介神庙
介神庙，是一处平遥县文物保护单位，位于中国山西省晋中市平遥县平遥古城上西门外上西关街，距离古城上西门不足100米，在其山门的位置上修建了邮政办公大楼。
1994年12月28日，介神庙公布为平遥县文物保护单位。